# 平成ジレンマ 戸塚ヨットスクールの30年 そして、現在
『平成ジレンマ 戸塚ヨットスクールの30年 そして、現在』（へいせいジレンマ・とつかヨットスクールの30ねん・そして、げんざい）は、2010年に東海テレビ放送が制作した記録映画である。

## 概要
本作品は、戸塚宏率いる戸塚ヨットスクールにおいて、1980年ごろから生徒に対し、スパルタ式の教育を行い、多くの生徒が死亡・失踪した一連の「戸塚ヨットスクール事件」から30年が経過するにあたり、東海テレビ放送が30年以上にわたり密着取材した記録を映画化したもので、2010年5月に東海地方3県向けに『平成ジレンマ〜戸塚ヨットスクールと若者漂流〜』のタイトルで放送、その後も同番組の再放送や地方局での放送を望む声が相次いだことから、劇場用映画として製作されたものである。
戸塚は、1975年、沖縄海洋博覧会開催記念世界一周ヨットレースで、堀江謙一らを抑えて優勝を決め、一躍注目を集め、その翌年の1976年に戸塚ヨットスクールを結成。世界に通用する一流のヨットマンを育てることを目的として、小中学生が中心となってヨットの講習が行われたが、その中に不登校の児童がいた。その児童も更生の目的でここに通い、その後学校に復帰したことから、マスコミに大きく取り上げられ、全国各地から登校拒否児や非行青年らが大挙スクールに集まった。
ところが、1980年、当時大学受験浪人だった21歳の青年が訓練中に死亡、その2年後にはやはり当時中学生だった13歳の少年が死亡したほか、高校生2人（ともに当時15歳）も余りの厳しさに耐えかねてフェリーから海に飛び込み失踪するなど、戸塚の指導法に問題があるとして、社会問題となり、戸塚ら講師12人が全員逮捕される刑事事件にまで発展した。戸塚は「体罰こそが教育だ」と主張し、刑事裁判でもこのことが「教育か、暴力か」という事が長年にわたり争点とされてきた。第1審・名古屋地方裁判所では「スクールは暴力的方針による、営利目的の企業体で、常軌を逸した過酷な体罰は教育ではない」として戸塚に懲役10年、他講師のうち9人にも懲役刑が求刑されたが、弁護側は「体罰は情緒障害者の教育・治療が目的であり、親の懲戒権の委託に基づく正当な行為」として無罪を主張。結果、戸塚に懲役3年、講師9人にも執行猶予付きの懲役刑が言い渡された。
第2審で名古屋高等裁判所は、「訓練は人権無視であり、教育でも治療でもない」としてこれを断罪。戸塚に対して懲役6年、講師のうち3人に対しても懲役刑の実刑判決が言い渡され、2002年、最高裁判所で被告側の上告を棄却、戸塚の実刑が確定した。
戸塚は4年間の刑期を過ごしたのち、2006年、ヨットスクールに復帰。現在も引きこもりやニートなどによる情緒不安定者が在籍しているが、スパルタ式指導は封印されることとなった。訓練には以前のような緊張感はない。
この作品は、一連の戸塚ヨットスクール事件の経過を振り返りながら、刑期を終えて復帰した戸塚、そしてスクールの現状を取材するとともに、現代の教育が抱える問題点についても言及している。加藤久晴は「こういう人物を取材対象にした場合、対象とのスタンスの取り方が非常に難しい。制作サイドとしては全面的に支持する訳にはいかない。かといって批判的な立場をとれば取材を拒否される」と、一定の理解を示しつつも、作る側の立ち位置が定まっていないので作品の印象をゆるいものにしていると評価した。また、戸塚校長の教育論についても「あまりにも単純すぎて体罰を肯定するだけの論理性に欠ける」とし、戸塚校長自身は持っているであろう確たる信念に対するフォローが足りない、彼の考え方の深層部を引き出してほしかったと述べる。

## 出演
- 戸塚宏（本人役）

## スタッフ
- ナレーター　中村獅童
- 監督　齊藤潤一
- プロデューサー　阿武野勝彦
- 音楽　村井秀清
- 音楽プロデューサー　岡田こずえ
- 撮影　村田敦崇
- 編集　山本哲二
- 製作・著作・配給　東海テレビ放送
- 配給協力　東風
- 協賛　アドツープラド